# 杨晶
杨晶（1953年12月—），内蒙古准格尔旗人，中国共产党和中华人民共和国政治人物，原副国级领导人（後降為正部长级）。内蒙古大学汉语系汉语言文学专业大专毕业，中共中央党校政治学专业在職研究生学历。是中共第十六届中央候补委员，第十七届、十八届中央委员，第十八届中央书记处书记。官至中共中央书记处书记、国务委员兼国务院秘书长、国家行政学院院长。2017年10月，时年64岁的杨晶落选新一届中央委员。2018年2月24日，杨晶因为严重违纪，受到留党查看一年、行政撤职的处分，降为正部长级。杨晶是中共十九大至中共二十大期间唯一被查的党和国家领导人。

## 生平

### 早年经历
1970年，17岁的杨晶进入内蒙古自治区准格尔旗一家农机厂当工人、旗文化馆干事。1973年9月，被推荐到内蒙古工业学院动力系进修。成为中共培养的一名少数民族干部，由此开始从政。1976年8月加入中国共产党。1977年，在内蒙古自治区准格尔旗委组织部、伊克昭盟委组织部工作。
1980年起，杨晶在内蒙古大学汉语系汉语言文学专业学习，1982年任内蒙古自治区伊克昭盟委办公室秘书。之后又历任共青团伊克昭盟盟委书记，中共伊克昭盟达拉特旗旗委副书记、旗长，旗委书记等职务。

### 逐级提升
1991年，杨晶调入内蒙古自治区人民政府部门工作，先后担任自治区统计局副局长、旅游局局长。1993年6月，出任共青团内蒙古自治区委书记。1996年，任中共哲里木盟党委书记。1995年－1998年在中国社会科学院研究生院工业经济管理专业在职学习。
1998年，杨晶出任中共内蒙古自治區党委常委、呼和浩特市市委書記兼市人大常委会主任，晋升副部级。2002年－2005年在中共中央党校在职研究生班政治学专业学习。
2003年4月，杨晶任自治区党委副书记、内蒙古自治区人民政府主席，晋升正部级。杨晶上任内蒙古自治区主席后，从2003年开始，内蒙古GDP直线上升，同时，内蒙古创造了自2003年起国内生产总值、规模以上工业值、固定资产投资三个增速连年保持全国第一的GDP增长神话，让内蒙古成为中国经济界的一匹黑马和明星。这甚至一度被称为是“内蒙古现象”。2005年7月8日，内蒙古新丰电厂项目违规建设，造成汽轮机主厂房球型网架中的968平方米坍塌，发生了6人死亡、8人受伤的重大施工事故。在7月16日召开的国务院常务会议上，时任内蒙古自治区人民政府主席的杨晶因负有领导责任，与自治区副主席岳福洪、赵双连一起做出书面检查。
2008年3月，在第十一届全国人大第一次会议上，被任命为国家民族事务委员会主任，同时出任中共中央统战部副部长。2011年8月起，兼任中共国家民委党组书记。

### 身居高位
2012年11月，杨晶在中共十八届一中全会上，当选中共中央书记处书记，跻身党和国家领导人，并于2013年3月，出任国务委员兼国务院秘书长、机关党组书记，中央国家机关工委书记，国家行政学院院长。
2017年10月24日，杨晶在中国共产党第十九次全国代表大会上落选中共中央委员，不再担任国务院机关党组书记、中央国家机关工委书记职务。此后，有关传言就一直不断。但杨晶在之后频频露面，一度又被媒体认为可以安全着陆。消息指，楊晶在十九大落選中共中央委員及被降級，均與明天控股有限公司幕後控制人肖建華有關。肖建華2017年初被內地人員從港島四季酒店帶回北京後，徹底交代所涉案件作，當中提到了楊晶。

### 违纪撤职
2018年2月24日，新华社发布杨晶被立案审查并受到处分的消息。报道称，杨晶同志严重违反政治纪律和政治规矩、廉洁纪律，长期与不法企业主、不法社会人员不当交往，为对方利用其职务影响实施违法行为、谋取巨额私利提供便利条件，其亲属收受对方财物。中央纪委决定给予杨晶留党察看一年、行政撤职处分，降为正部长级。同日，第十二届全国人大常委会第三十三次会议决定撤销杨晶的国务委员、国务院秘书长职务。
杨晶被立案审查并受到处分后，中央纪委监察部网站发表《纪律面前一律平等 遵守纪律没有特权》一文，文章指出“党员领导干部尤其是高级干部要不忘初心、牢记使命，旗帜鲜明讲政治，增强‘四个意识’，坚定‘四个自信’，坚持党性原则、提高党性修养”。杨晶曾任职过的国家行政学院、中共内蒙古自治区党委均表态支持中共中央对杨晶的处理决定。